# 앙상블 앵테르콩탱포랭
앙상블 앵테르콩탱포랭(Ensemble Intercontemporain, EIC)은 파리를 기반으로 하는 현대 음악을 전문으로 하는 프랑스 음악 앙상블이다. 피에르 불레즈(Pierre Boulez)는 이러한 목적을 위해 1976년에 EIC를 설립했다.

## 조직 및 목적
EIC는 다양한 악기를 연주하는 31명의 풀타임 솔리스트로 구성되어 있다. 이런 종류의 음악에 널리 퍼져 있는 새로운 연주 기술과 작곡 스타일로 작업할 수 있는 음악가에 대한 요구를 충족시키기 위해 존재한다. 앙상블은 현재 예술 감독인 마티아스 핀처의 지휘 하에 필하모니 드 파리(Philharmonie de Paris)에 상주하고 있다. 활동은 프랑스 문화부와 파리 시의 재정 지원을 받았다.
EIC는 모국에서 연간 약 30회 공연을 펼치며 프랑스와 해외, 특히 국제 페스티벌에서 광범위하게 순회 공연을 펼치고 있다. 이러한 콘서트에는 종종 앙상블 자체가 의뢰한 새로운 작곡의 초연이 정기적으로 포함되어 아직 조직에서 작품을 연주하지 않은 젊은 작곡가에게 우선권을 부여한다. 앙상블은 레퍼토리에 2,000개가 넘는 현대 작품을 보유하고 있으며 그 중 대부분은 엘리엇 카터, 루이지 달라피콜라, 루치아노 베리오와 같은 작곡가와 불레즈, 리게티 죄르지, 죄르지 쿠르탁, 알레한드로 로메로, 조지 벤자민, 로베르토 카르네발레, 이반 페델레의 전곡과 함께 녹음되었다.
작곡가에 대한 지원은 자신의 작품을 공개적으로 연주하는 것 이상으로 창작 및 해석 과정에서 작곡가와의 협력을 포함한다. 그 이유 중 하나는 현대 음악의 기법과 작곡 스타일이 클래식 음악과 크게 다르며, 특히 이러한 새로운 기법의 표시에 따라 작곡가 표기 시스템이 다양하기 때문이다.
앙상블은 또한 음악원 학생, 전문 및 아마추어 음악가, 지휘자와 작곡가를 위한 교육을 위한 학교 워크숍, 마스터 클래스 등을 포함하는 젊은 음악가를 지원한다. 2004년부터 개인 회원들은 루체른 페스티벌 아카데미(루체른 페스티벌)의 일환으로 현대음악 분야의 젊은 악기 연주자, 지휘자, 작곡가들을 지도해 왔다. 또한 무용, 연극, 영상, 시각예술 분야의 다양한 예술가들과도 협력하고 있다. 이 조직은 작곡 분야의 기술 혁신을 선보이기 위해 연구 및 콘서트를 후원하는 어쿠스틱 음악 연구 및 조정 연구소(Institut de Recherche et Coordination Acoustique/Musique)와 정기적으로 협력한다.